# سيبوسيسو ماهلانجو
سيبوسيسو ماهلانجو (بالإنجليزية: Sibusiso Mahlangu)‏ (17 مايو 1982 في جنوب أفريقيا - ) هو لاعب كرة قدم جنوب أفريقي في مركز الوسط. لعب مع بيدفيست ويتس وسوبر سبورت يونايتد.